# 濱安高信
濱安 高信（はまやす たかのぶ、1982年2月28日 - ）は、日本の実業家、TikTokクリエイター。株式会社伝生代表取締役 、セルサスジュエリー株式会社代表取締役、床ずれ予防プロジェクト責任者。慶應義塾大学通信学部経済学科在学中。

## 来歴
アメリカ・ロサンゼルス生まれ。3歳まで過ごした後、4歳になる前に日本に初めて来る。埼玉県さいたま市で育ち、さいたま市立第二東中学校を卒業後、埼玉栄高等学校に入学するも1年で中退。
20歳の時に爆発事故に巻き込まれ、身体の40%にやけどを負う。耐性黄色ブドウ球菌に感染し多臓器不全と敗血症に陥り意識不明の重体となるが、日本医科大学付属病院高度救急救命センターにて一命を取り留める。医師から二度と歩けないと宣告されたが、リハビリを繰り返し装具を着けて歩行可能となる。
退院後、障害に対する言葉の暴力に耐えられず自殺を考えるが、障害者にも優しく接する人との出会いで生きることを決意。生きている大切さを伝えるため株式会社伝生を設立し、うつ病サポートの会などでの無償の講師活動も行う。高卒資格がないことから、中学1年の教科書から独学で勉強し高等学校卒業程度認定試験に全科目で合格、慶應義塾大学通信学部経済学科に入学する。

## 人物
命の大切さについての講演では毎回満席となり、増席対応されることが多い。濱安の単独講師ではなく、心と経営研究所代表の大久保寛司氏、講師オーディション日本一の古市佳央氏とコラボした。
カクヨムにて「ただの怪我した一般人」のペンネームで、小説『金科玉条』を執筆している。

## 著書

### 自伝
- 『余命1日の宣告〜植物人間になって〜』（2017年5月10日、パブフル、ISBN 978-4908879586）